# Pražské pohřební bratrstvo

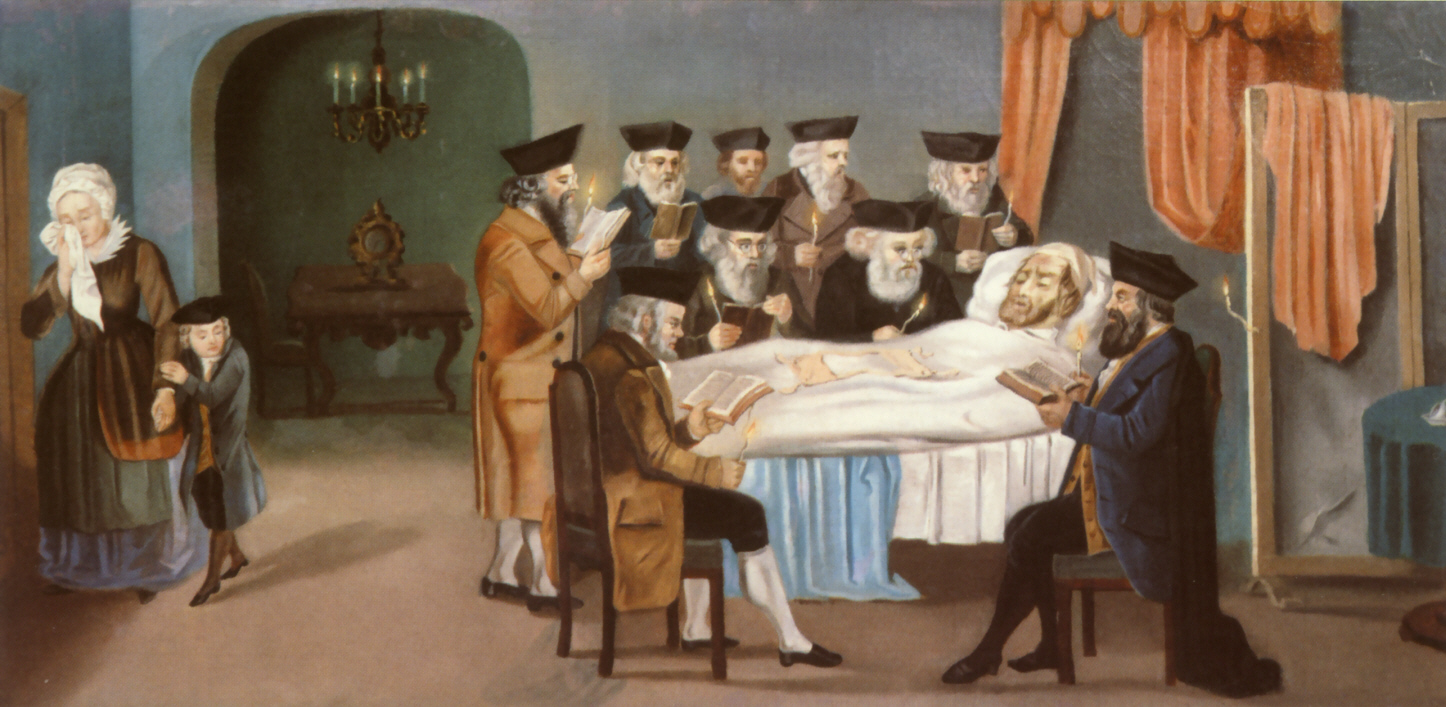
Členové Pražského pohřebního bratrstva se modlí za umírajícího

Pražské pohřební bratrstvo či Pražská chevra kadiša (aramejsky חברה קדישא / Chevra kadiša, "Svaté bratrstvo", německy Prager Beerdigungsbruderschaft) bylo židovské pohřební bratrstvo působící od poloviny 16. století v Praze.
Úplný název spolku aramejsky zní החברה קדישא של קהילת פראג / Chevra kadiša šel kahilot Prag.

## Historie
Pražské pohřební bratrstvo bylo založeno roku 1564 Pražskou židovskou obcí jako charitativní organizace tehdejšího pražského židovského města (dnešní čtvrť Josefov). Při jejím zrodu stál pražský rabín Eliezer Aškenazi. Konečnou podobu stanov určil rabi Löw. Tyto stanovy poté převzala většina pohřebních bratrstev v aškenázské Evropě.